# Ischnorhina festa
Ischnorhina festa är en insektsart som först beskrevs av Ernst Friedrich Germar 1821.  Ischnorhina festa ingår i släktet Ischnorhina och familjen spottstritar. Inga underarter finns listade i Catalogue of Life.